# Mercedes Luzuriaga
Mercedes López de Luzuriaga, conocida como Mercedes Luzuriaga (Lemoiz, España, 16 de noviembre de 1927-Bilbao, 11 de julio de 2023) fue una actriz española. Fue conocida por su papel de Asun Sempere en la serie de Telecinco Camera Café.

## Filmografía
| Año  | Título                 | Personaje        | Notas                                                          |
| ---- | ---------------------- | ---------------- | -------------------------------------------------------------- |
| 2012 | Aída                   |                  | 1 episodio («Cuando Macu encontró a Machu»)                    |
| 2012 | Hospital Central       | Paciente         | 1 episodio                                                     |
| 2010 | La que se avecina      | Balbina          | 1 episodio («Unos hongos, una pitonisa y un espíritu errante») |
| 2009 | Qué vida más triste    |                  | 1 episodio («San Valentín de Verónica»)                        |
| 2009 | Cuéntame cómo pasó     | Abuela de Karina | 1 episodio («La última cena»)                                  |
| 2009 | Fibrilando             | Asun Sempere     | 6 episodios, papel secundario                                  |
| 2009 | Camera Café            | Asun Sempere     | 22 episodios, papel secundario                                 |
| 2005 | Aquí no hay quien viva | Casilda          | 1 episodio («Érase una sequía»)                                |

| Año  | Título                   | Personaje    | Notas |
| ---- | ------------------------ | ------------ | ----- |
| 2022 | Camera Café: la película | Asun Sempere |       |